# Slanted Publishers
Slanted Publishers ist ein unabhängiger deutscher Verlag mit Sitz in Karlsruhe. Er wurde 2014 von Lars Harmsen und Julia Kahl gegründet und veröffentlicht Slanted, eine Zeitschrift für Typografie, und weitere Publikationen, die sich mit zeitgenössischer Kunst, Illustration, Design, Fotografie und Typografie beschäftigen.

## MagazinSlanted
Der Verlag veröffentlicht seit 2005 das zweimal jährlich erscheinende Printmagazin Slanted. Der Fokus des Magazins liegt auf internationalem Design- und Kulturschaffen. Es widmet sich in jeder Ausgabe einem bestimmten typografischen oder länderspezifischen Thema mit entsprechend gestaltetem Layout. Mit Stand Mai 2020 wurden (ohne Sonderausgaben) 35 Ausgaben des Magazins herausgegeben, die sich jeweils einem bestimmten typografischen oder ortsbezogenen Themengebiet widmen. Zwischen 2013 und 2020 sind vier Sonderausgaben erschienen.
Das Magazin wurde bei nationalen und internationalen Design-Wettbewerben ausgezeichnet. Unter anderem erhielt es den Designpreis der Bundesrepublik Deutschland (Silber, 2009) und den German Design Award 2018.

## WebsiteSlanted.de
Der Verlag betreibt die Website Slanted.de. Hier werden ab 2004 News und Veranstaltungsankündigungen der internationalen Designszene aus den Bereichen Design, Typografie, Illustration und Fotografie gelistet. Zudem werden Portfolios aus aller Welt verlinkt und Video-Interviews mit Designern veröffentlicht.
Das seinerzeit unter slanted.de betriebene Blog wurde 2008 zu den 100 wichtigsten deutschsprachigen Corporate Blogs gezählt und erhielt die Goldmedaille in der Kategorie „Weblog des Jahres“ bei den LeadAwards 2008.